# Засіково
Засі́ково (рос. Засеково, тат. Дасис) — присілок у складі Юкаменського району Удмуртії, Росія.
Населення — 236 осіб (2010; 263 в 2002).
Національний склад (2002):
- татари — 90 %

В присілку діють школа та садочок.